# 姫路市立英賀保小学校
姫路市立英賀保小学校（ひめじしりつ あがほしょうがっこう）は、兵庫県姫路市飾磨区英賀清水町二丁目にある公立小学校。

## 沿革
- 1872年（明治5年）2月 - 飾磨郡英賀村字市場屋敷の井野氏屋敷内に開校。
- 1872年（明治20年）4月 - 英賀簡易小学校と改称し、尋常科・高等科を置く。
- 1877年（明治25年）7月 - 山陽簡易小学校と統合し、英賀保尋常小学校に改称。
- 1910年（明治43年）4月 - 英賀保尋常高等小学校に改称。
- 1940年（昭和15年）2月 - 英賀村が飾磨市と合併し、飾磨市立英賀保尋常高等小学校に改称。
- 1941年（昭和16年）4月 - 国民学校令施行により、英賀保国民学校に改称。
- 1946年（昭和21年）4月 - 飾磨市が姫路市と合併し、姫路市立英賀保国民学校に改称。
- 1947年（昭和22年）4月 - 学校教育法施行により、姫路市立英賀保小学校に改称。
- 1955年（昭和30年）10月 - 校歌制定。

## 校区概要
英賀保駅南方に広がる平地。西部には英賀神社が鎮座する。

## 交通アクセス
- 西日本旅客鉄道（JR西日本）山陽本線英賀保駅から南へ500m
- 山陽電気鉄道網干線西飾磨駅から徒歩15分

## 通学区域が隣接している学校
- 姫路市立津田小学校
- 姫路市立荒川小学校
- 姫路市立八幡小学校
- 姫路市立広畑小学校
- 姫路市立広畑第二小学校

## 出身者
- 炭﨑俊毅（将棋棋士）[1]